# Athetis ochracea
Athetis ochracea là một loài bướm đêm trong họ Noctuidae.